# 第四頸神經
第四頸神經（cervical spinal nerve 4, C4）是頸節脊神經的第四個分支，發源自第三頸椎上方。
第四頸神經支配的皮節（Dermatome）負責肩峰鎖骨關節感覺。支配的肌節負責提肩。

## 腹枝
C4腹枝與C1-3腹枝共同組成頸神經叢（Cervical plexus）。
- 鎖骨上神經（英语：Supraclavicular nerve）：與C3共同負責鎖骨上下的皮膚。[3]
- 分節支（Segmental branches）：C1-C4，支配前斜角肌（英语：scalenes）與中斜角肌。
- 提肩胛肌（英语：levator scapulae muscle）支：C3-C4，該肌肉另外也有來自臂神經叢（Brachial plexus，C5-T1）的肩胛背神經（英语：dorsal scapular nerve）（C5（英语：cervical spinal nerve 5））支配。
- 膈神經：C3-C5，以C4為主，支配橫膈與心包膜。

C4腹枝不經頸神經叢支配的肌肉如下：
- 頭長肌（英语：Longus capitis muscle）
- 頸長肌（英语：Longus colli muscle）

## 背枝
- 內側分支由頭半棘肌（Semispinalis capitis）與頸半棘肌（Semispinalis cervicis）之間通過，穿入斜方肌（Trapezius）與夾肌（Splenius），抵達後頸皮膚。
- 外側分支支配頭最長肌（Longissimus capitis）、頸最長肌（Longissimus cervicis）及頸髂肋肌（Iliocostalis cervicis）。

## 其他圖像

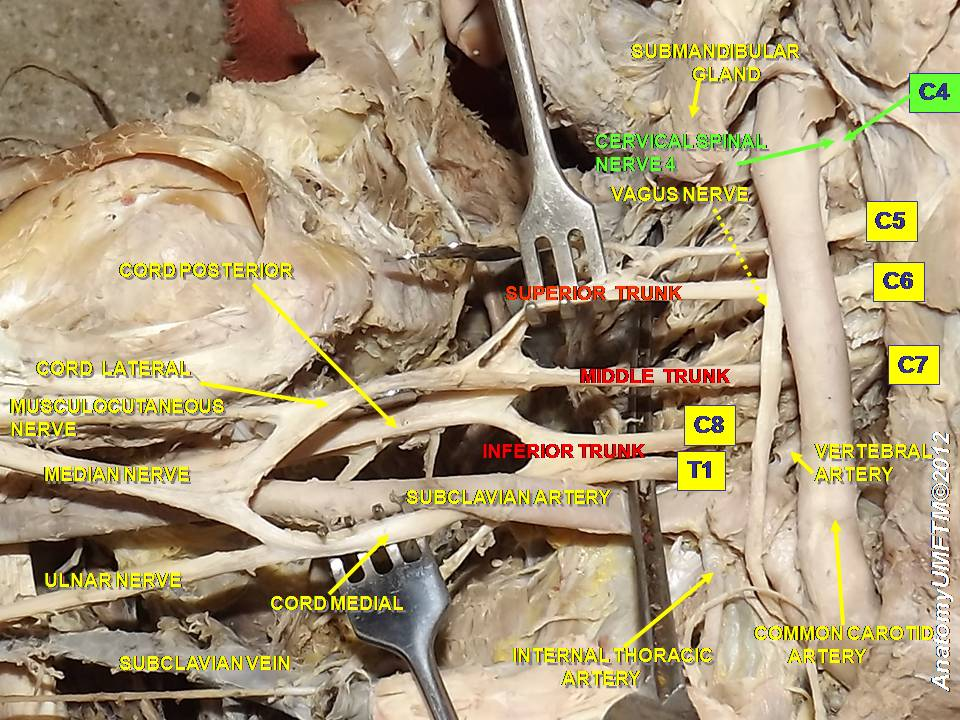
第四頸神經
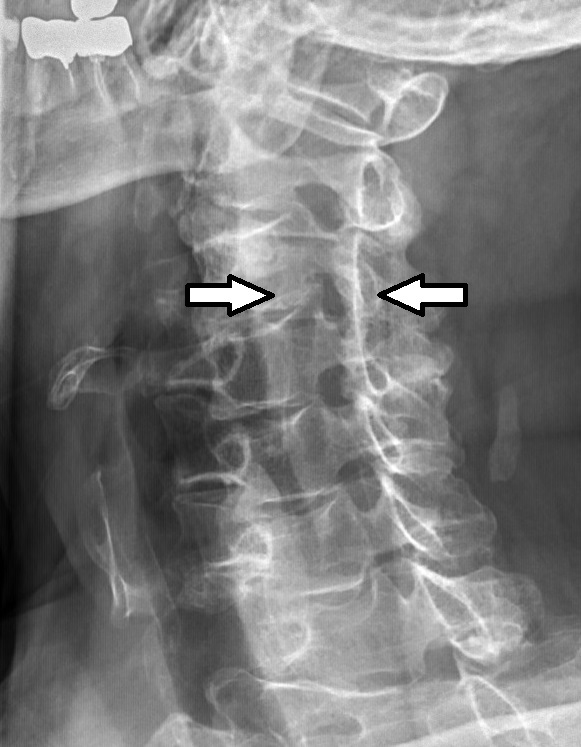
投影放射攝影（英语：Projectional radiograph），個案有後頸（英语：nape）及左肩疼痛，在第四頸神經處有椎間孔硬化問題，影響C4皮節。